# Collera

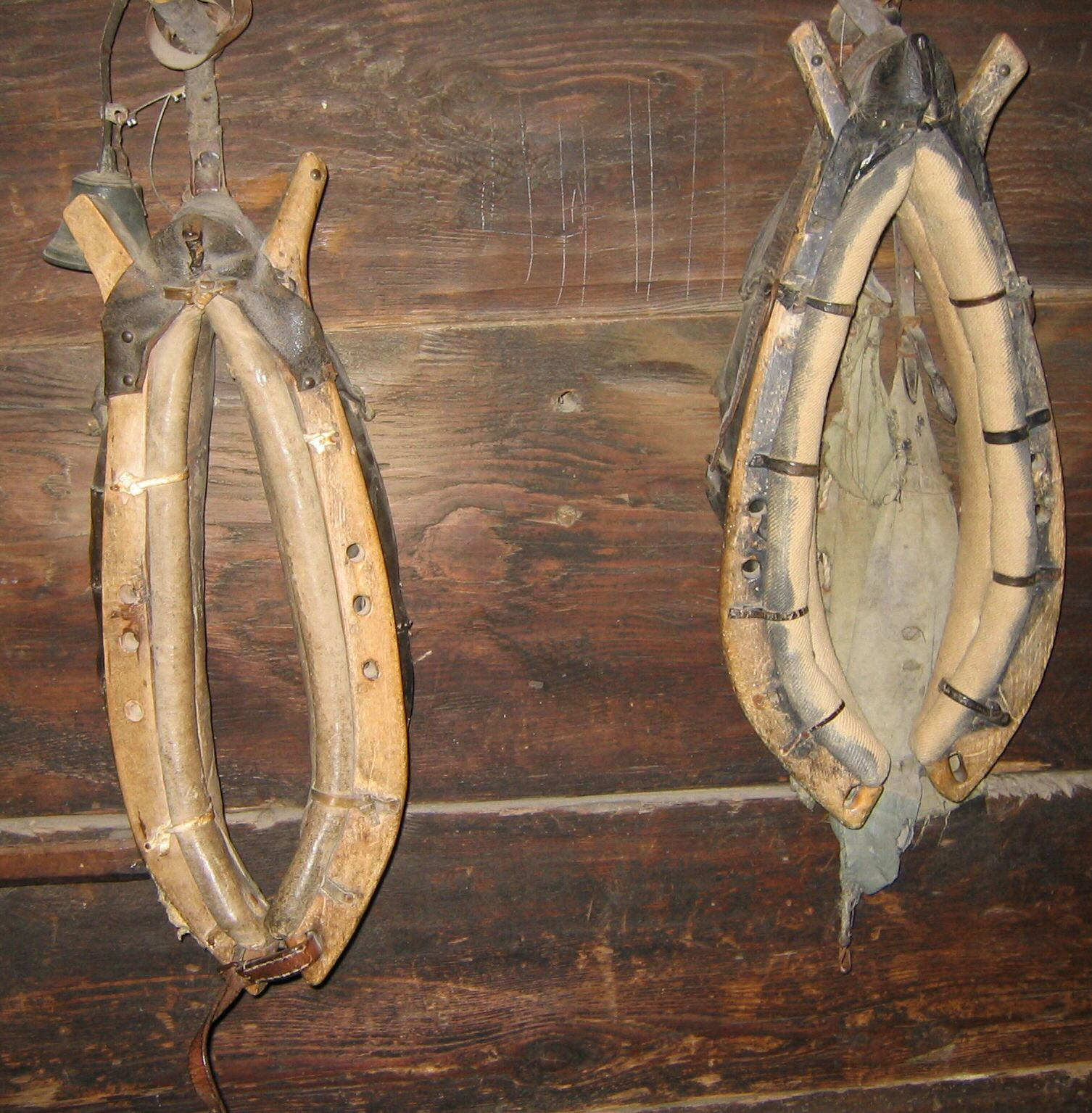
Dos colleres de cavall

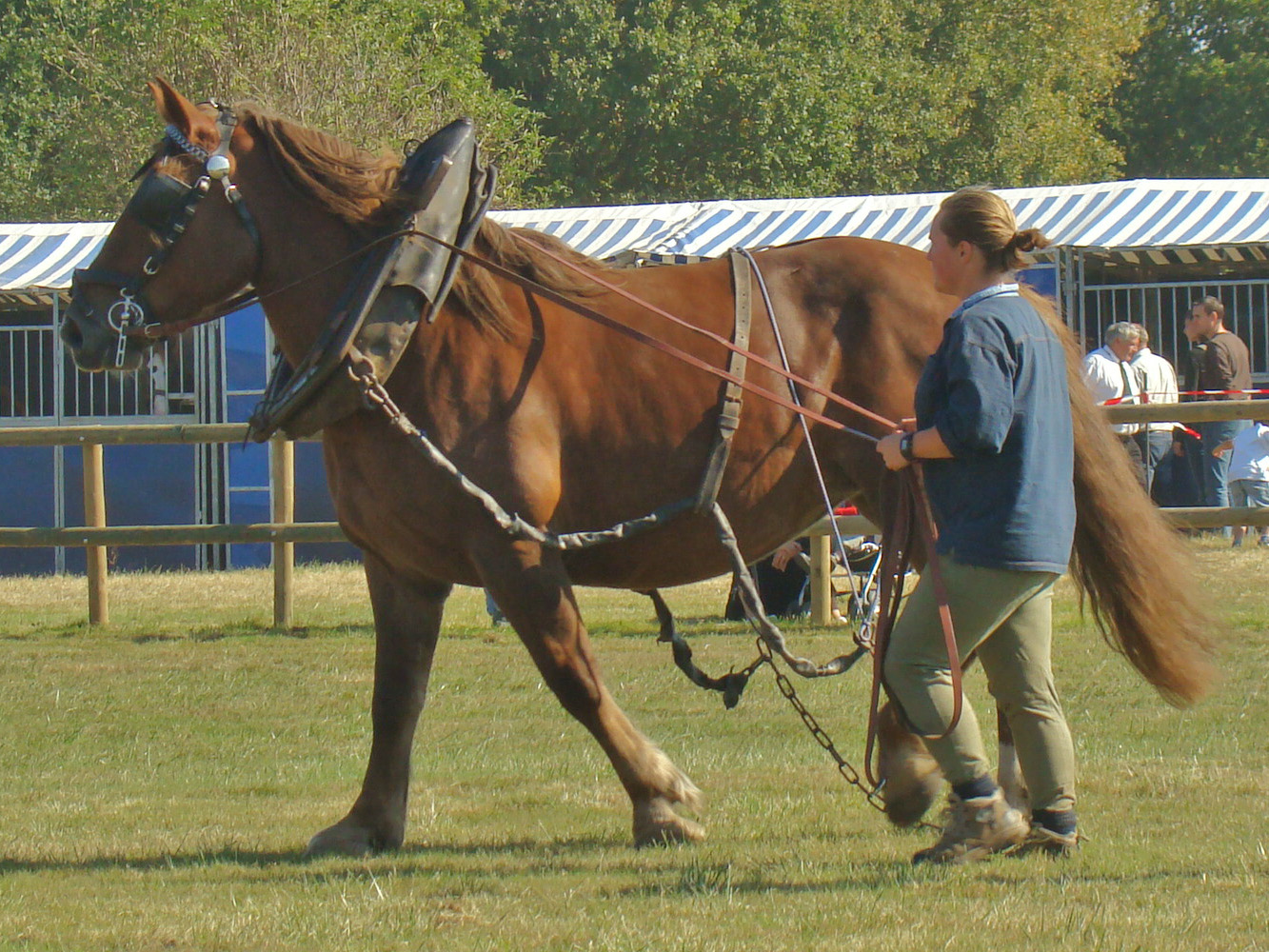
Cavall bretó amb collera i guarniments de tir.

La collera és un collar de cuiro farcit de palla o de crin que hom posa al coll d'un animal de tir (cavall, bou, ase, gos…) per tirar d'una càrrega, recolzat a la seva espatlla.  Té fixades dues barres o costelles de fusta unides per baix amb tira de pell enrotllada, dues baules de les regnes, la trava, i una corretja per dalt. En reduir considerablement la pressió sobre el coll, va ser una millora del seu predecessor, el jou o collaret, que podia dificultar la respiració.
Des de l'inici del segle XX es va situar, sota la influència de l'obra de Richard Lefebvre des Noëttes la invenció de la collera «moderna» al voltant de l'any 1000. Segons la seva teoria molt seductora, l'abundància de mà d'obra a bon preu (esclaus) hauria frenat el progrés tècnic a l'època romana. La suposada invenció medieval de la collera, juntament amb l'arada asimètrica haurien capgirat l'agricultura. Investigacions recents van provar que aquesta teoria, encara popular, fou errònia. S'han posat en relleu la qualitat dels cotxes antics i de l'aparellament dels animals.
L'aparició de la collera sembla haver anat canviant progressivament del nord-oest de l'Imperi Romà a partir del tercer i quart segle després de Crist.

## Fabricació
La fabricació de les colleres i els guarniments corresponents era responsabilitat i privilegi dels basters.
Els basters de Barcelona s'acollien a la confraria dels esteves.
Els anys 1445-1452, hi havia seixanta-tres menestrals en aquest gremi, alguns dels quals eren basters, mandreters, pintors, batifullers o il·luminadors.